# بخشه
بخشه (به انگلیسی: Section) در گیاه‌شناسی یک رتبه آرایه‌شناختی پایین‌تر از سطح زیرسرده است. (محل طبقه در گیاه‌شناسی و جانورشناسی را ببینید) بخشه برای مرتب کردن سرده‌های بزرگی که تا صدها گونه دارند به‌کار می‌رود.